# Городок (Алейский район)
Городок — упразднённый посёлок в Алейском районе Алтайского края России. На момент упразднения входил в состав Дружбинского сельсовета. Исключён из учётных данных в 1984 году.

## География
Посёлок находился в центральной части края, на левом берегу реки Горевка (приток Алея), на расстоянии приблизительно 2 километров (по прямой) к юго-востоку от села Дружба.

### Климат
Резко континентальный. Средняя температура января −17,6 °С, июля — +20 °С. Годовое количество осадков — 440 мм.

## История
Основан в 1922 г. В 1928 году посёлок состоял из 98 хозяйства, имелась школа 1-й ступени. В административном отношении входил в состав Маховского сельсовета Алейского района Барнаульского округа Сибирского края.

## Население
В 1926 году в посёлке проживало 583 человека (284 мужчины и 299 женщин), основное население — русские.